# Cottonport
Cottonport is een plaats (town) in de Amerikaanse staat Louisiana, en valt bestuurlijk gezien onder Avoyelles Parish.

## Demografie
Bij de volkstelling in 2000 werd het aantal inwoners vastgesteld op 2316.
In 2006 is het aantal inwoners door het United States Census Bureau geschat op 2284, een daling van 32 (-1,4%).

## Geografie
Volgens het United States Census Bureau beslaat de plaats een oppervlakte van
5,1 km², geheel bestaande uit land. Cottonport ligt op ongeveer 14 m boven zeeniveau.

## Plaatsen in de nabije omgeving
De onderstaande figuur toont nabijgelegen plaatsen in een straal van 12 km rond Cottonport.